# ヒオカ
ヒオカ（1995年 - ）は、日本の女性ノンフィクションライター。2020年より、貧困問題や格差に関しての執筆活動を行っている。イベント登壇、講演活動を行う。東京在住。　　
2022年9月1日初の単著となるノンフィクション『死にそうだけど生きてます』を発売
婦人公論.jp、講談社ミモレで連載を待つ。ダイヤモンドオンライン、現代ビジネス、Business insider Japanに寄稿。

## 取材
朝日論壇時評、FNN プライムオンライン、朝日新聞

## メディア出演
- 2021年4月30日 NHK Nらじ
- 2021年8月30日 バイキングMORE
- 2021年10月 NHK Nらじ
- 2022年6月 TBSラジオアシタノカレッジ

## 人物
貧困家庭から、関西の大学に進学。

### 「生理の貧困」に対する主張
「生理の貧困」問題が報道され、名前と状況が広まってきたことで、「ナプキンを買えないのは金遣いが荒いからだ」「スマホに金が使えるのに、ナプキンは買えないのか」「大学に行っているのに生理用品が買えないのはおかしい」などといった批判や、「生理用品の無料配布は男性差別だ」「他人が働いた金が怠けものに流れてはならない」という自己責任論に基づく中傷が起きていると主張する。しかし、実際に1回の生理で必要なのは生理用品の金額だけではなく、鎮痛剤、カイロ、替えの下着、さらに人によってはピルと、その処方のための産婦人科の診察費等も必要であり、また、ピルを買うことも、「体に良くない」「ふしだらな女だと見られる」といった根拠のない理由で止められてしまうなど、「目に見えない部分の必需品」だからこその値段やハードルの高さがあるとヒオカは説明している。ヒオカはさらに「生理の貧困」とは、経済的困窮だけではなく個人を取り巻く多様な事情により引き起こされるものであるとされている。このことから、「女性に必要なものへのアクセス手段」が失われることで、「女性の人権」や「社会を変化させる芽」が損なわれるといった事態は避けるべきであるといった反論を行った。
「生理の貧困」が批判される大きな要因についてヒオカは、日本の性教育の遅れであり、「ナプキンは1日1枚でいい」「生理中はセックスしても妊娠しない」といった誤解が蔓延する結果であると分析する。またヒオカは「女だけに補助があるのは優遇だ」「男の納めた税金を女に使うな」といった批判もあり、日本維新の会の参議院議員・梅村みずほは「『生理の貧困』が問題なら、『ひげそりの貧困』も対策が必要」とTwitterに投稿し、物議を醸していると紹介した。ヒオカはさらに「生理の貧困」対策は「女性優遇」ではなく、「生理のある人が毎月苦しんでいることの是正」であると主張する。また「生理の貧困」問題はきっかけに過ぎず、女性は初経から更年期障害に至るまで、男性では起こらない様々な問題があるため、女性の不快や苦痛を社会全体でケアする体制づくりが必要であると述べる。

## 著書
単著
『死にそうだけど生きてます』CCCメディアハウス2022年9月1日発売

### 共著
- ＃みんなの生理(福井みのり)、田中東子、吉沢豊予子、田中ひかる、河野真太郎 『#生理の貧困──#PeriodPoverty』日本看護協会出版会、2021年